# 風之塔
風之塔是一座位於希臘雅典古羅馬阿哥拉的八角形大理石鐘塔，有日晷、漏壺和風標等多重功能。根據維特魯威和馬庫斯·特倫提烏斯·瓦羅所說，是安德羅尼卡於公元前50年建造了這個建築。但其他證據顯示該建築完成於公元前2世紀，比阿哥拉其他建築較早完成。

## 描述
這座塔高12（39英尺），直徑8（26英尺），塔頂裝有用作風向標的特里同。塔八面的檐壁上各有一個風神像，分別是：玻瑞阿斯（北）、開甲斯（東北）、歐洛斯（東）、阿珀利俄忒斯（東南）、諾托斯（南）、利瓦斯（西南）、仄費洛斯（西）和史凯隆（西北）—共有八個日晷。其內部則是一個漏壺，使用來自雅典衛城的水來運作。最近的研究顯示此塔建築至此高度，是讓阿哥拉的民眾清晰可見塔上的日晷和風向標，有用作鐘樓的用途。
在基督教早期，該建築被拜占庭教會用作鐘塔。在奧斯曼統治時期被旋轉托缽僧用作清真寺，這時建築有一半都被埋在了地下，直到19世紀才由雅典考古學會完全挖掘出土。
近代的一些歐洲建築亦有根據或仿照風之塔設計來建成，包括：
- 18世紀在英國牛津建造的雷德克里夫天文臺就是仿照這棟建築建造的。
- 在倫敦西諾伍德公墓，希臘國家圖書館創立者Panayis Athanase Vagliano的陵墓亦有仿照該建築建成。
- 1849年在俄羅斯帝國，塞瓦斯托波尔也建造了一座類似的塔。
- 18世紀，於北愛爾蘭紐頓納茲東南的斯圖瓦特山山腳也有一座相似建築。

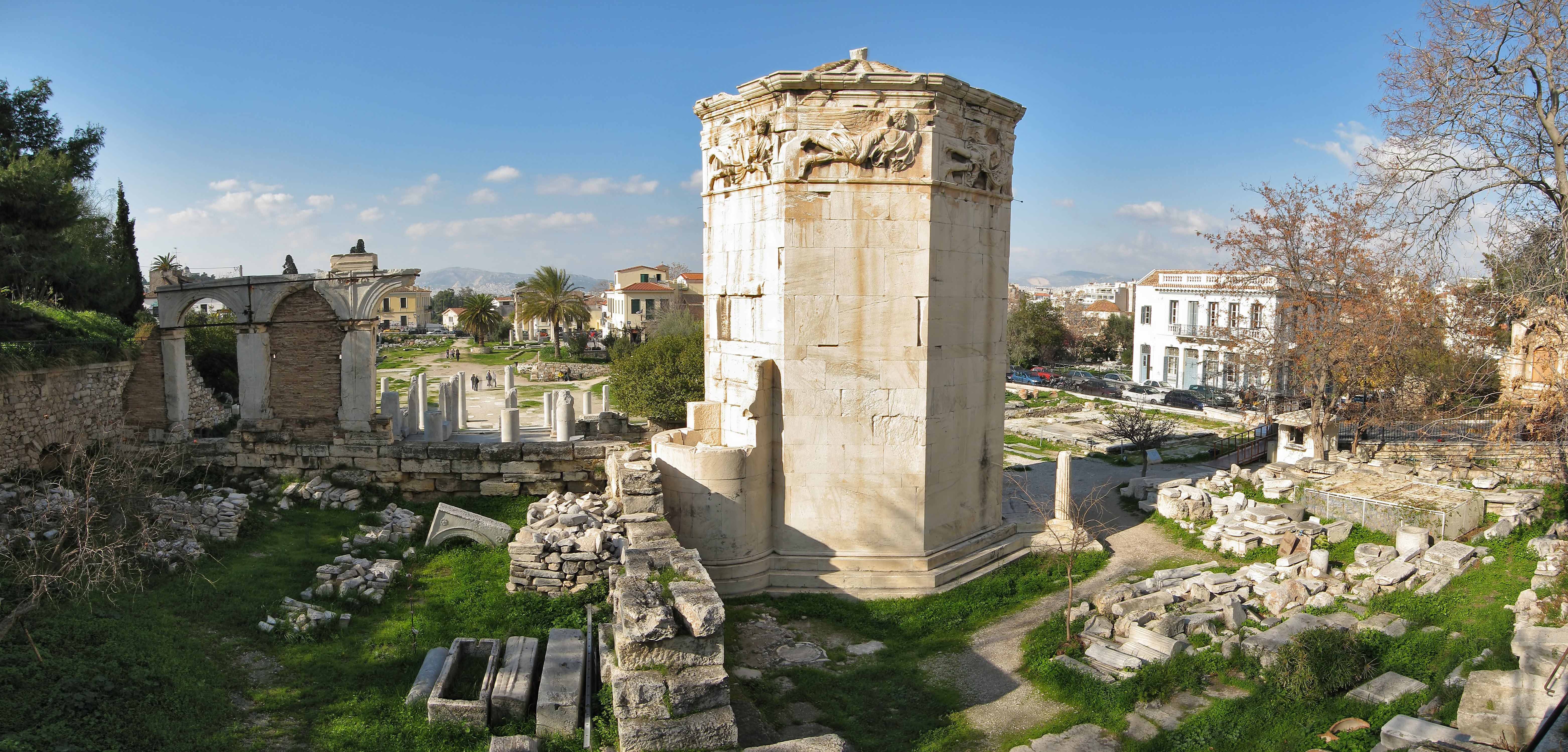
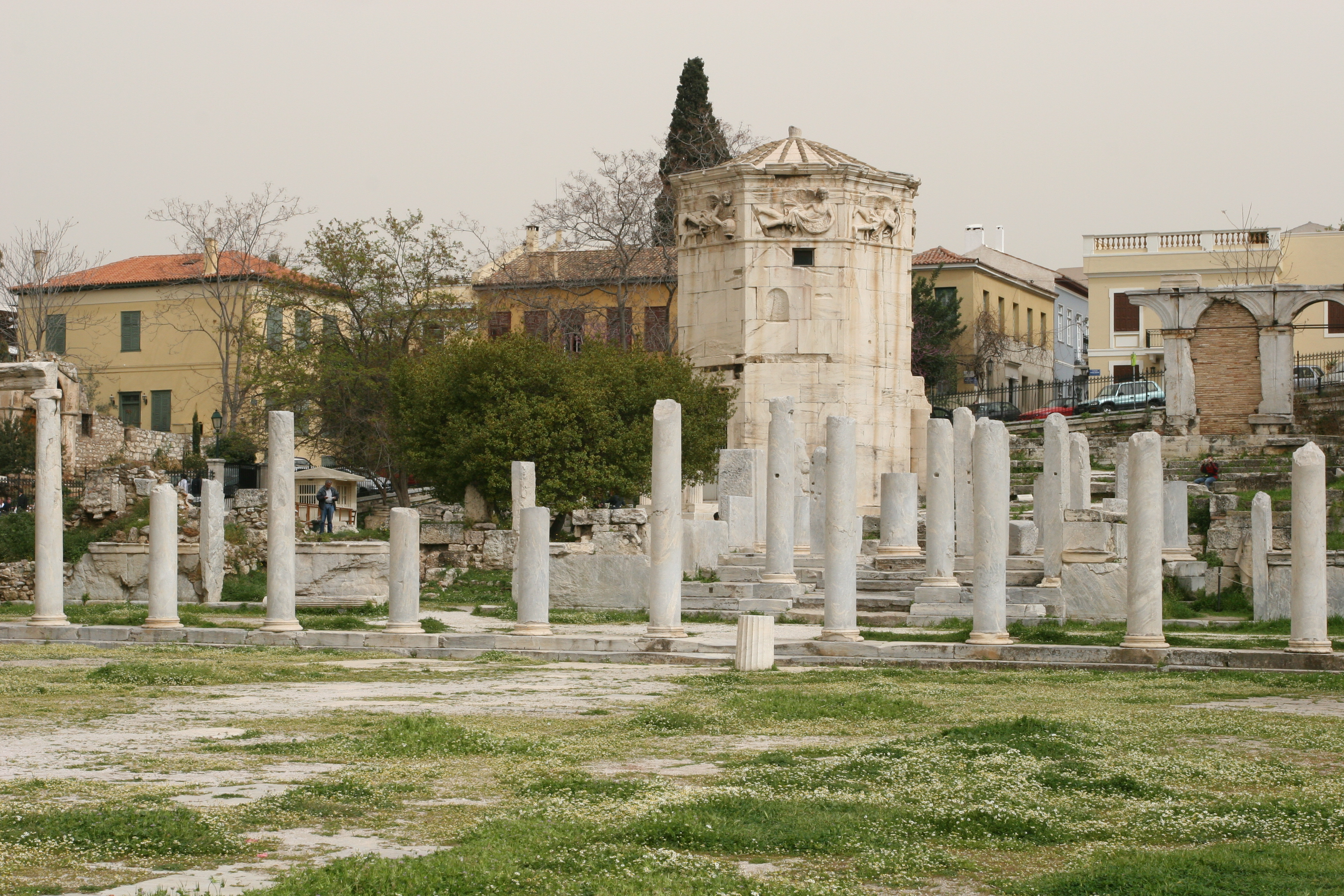
風之塔遺址
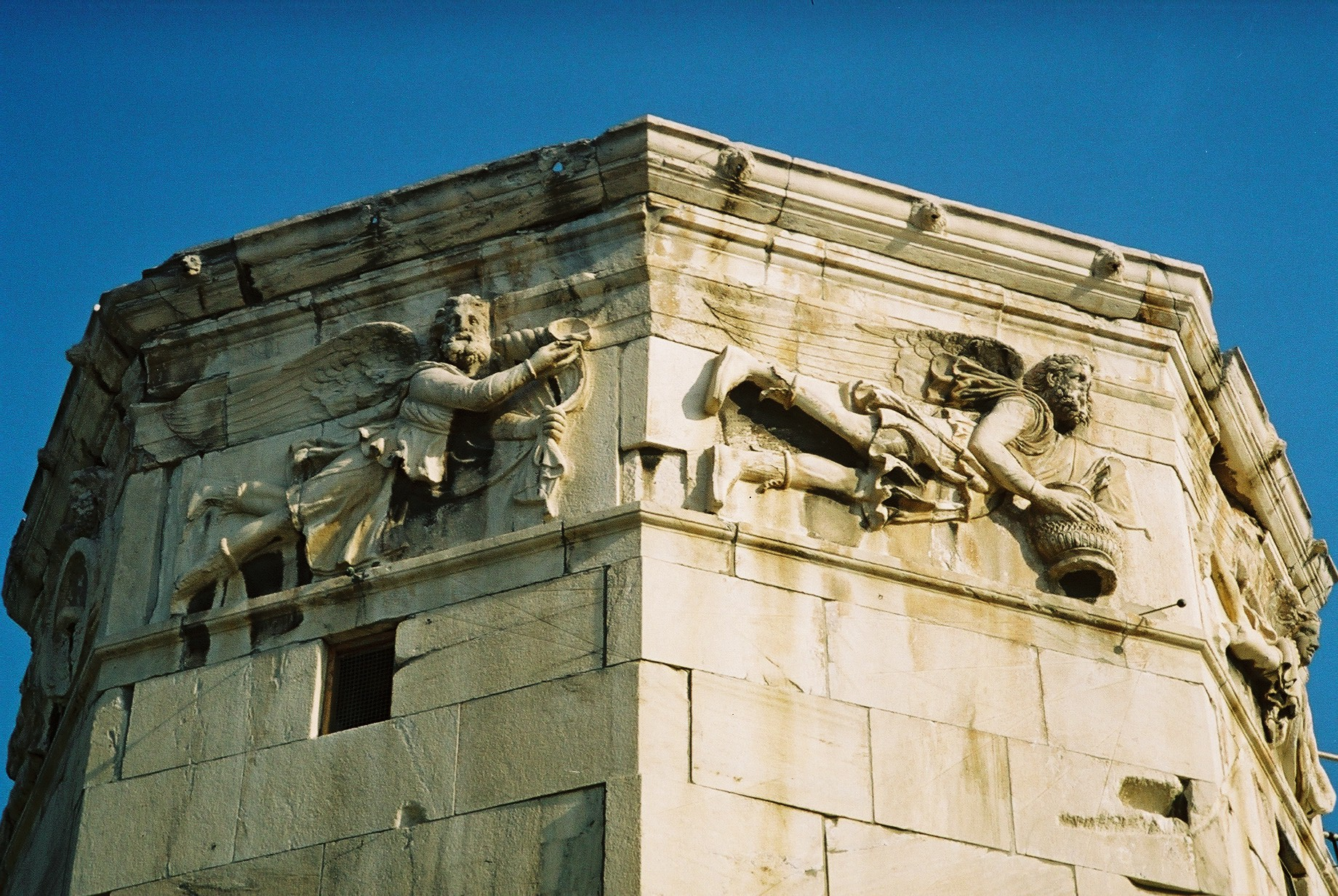
風之塔上帶有風神玻瑞阿斯（北風）和史凯隆（西北風）的檐壁，玻瑞阿斯位於圖左
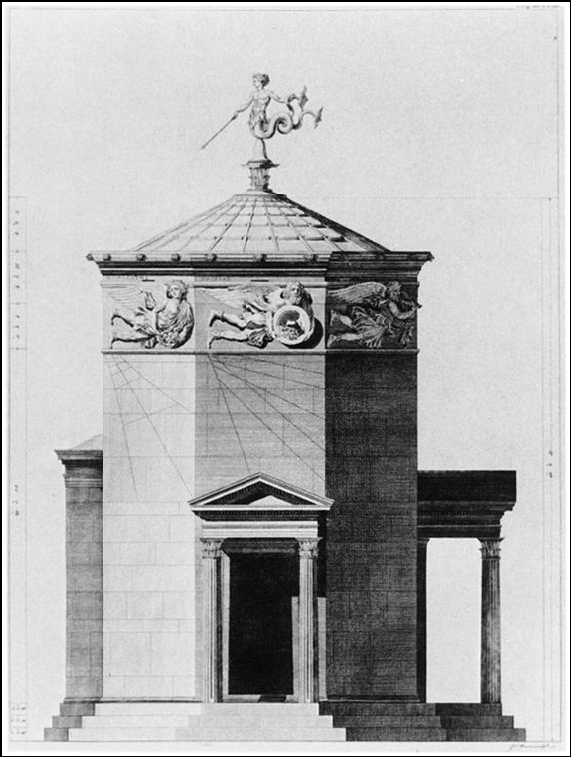
18世紀重構風之塔的圖樣
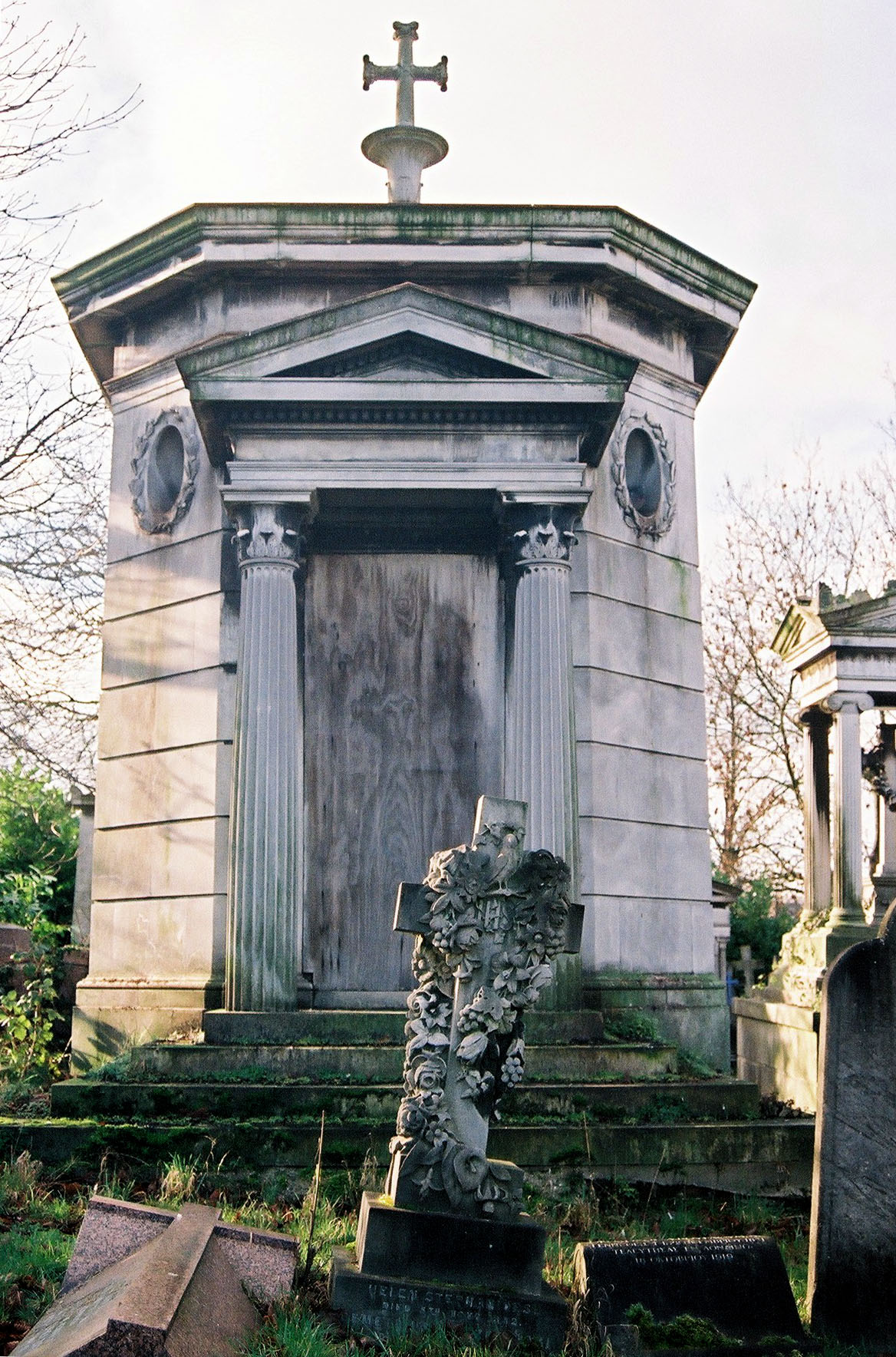
Vagliano tomb at 倫敦西諾伍德公墓，受風之塔啟發而建成。
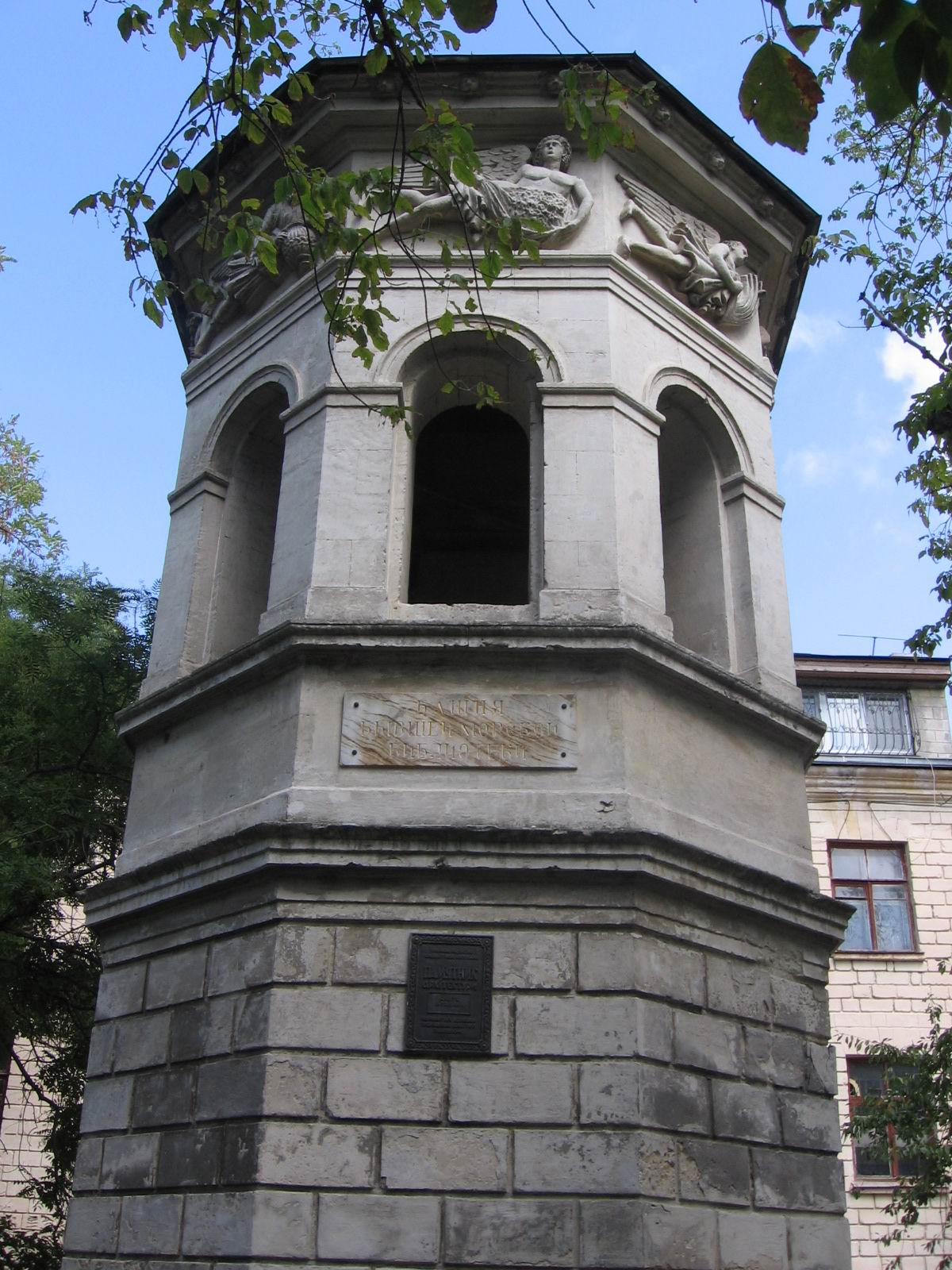
塞瓦斯托波爾的風之塔

## 擴展閱讀
- Joseph V. Noble; Derek J. de Solla Price: The Water Clock in the Tower of the Winds, American Journal of Archaeology, Vol. 72, No. 4 (1968), pp. 345–355

## 外部連結
- Tower of the Winds and characters sculpted on it

Template:雅典地標
37°58′27.04″N 23°43′37.21″E / 37.9741778°N 23.7270028°E